# Jean Claude Diallo

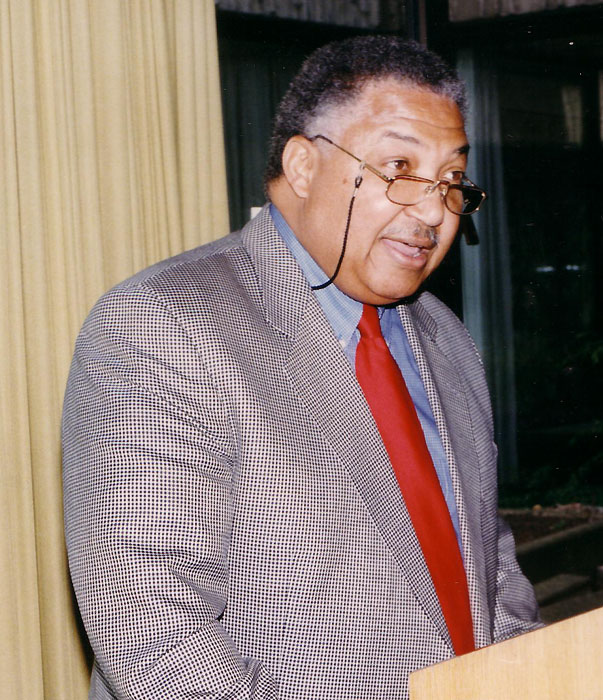
Jean Claude Diallo 1997 in Düsseldorf

Jean Claude Diallo (* 21. November 1945 in Conakry, Guinea; † 21. März 2008 in Frankfurt am Main) war ein guineischer Psychologe, Minister der Republik Guinea und Integrationsdezernent der Stadt Frankfurt am Main. Diallo war Mitglied der Grünen.

## Ausbildung und Beruf
Diallo studierte von 1966 bis 1968 Geschichte, Geographie und Philosophie an der Universität Kankan (Republik Guinea). Von 1969 bis 1971 studierte er an der Julius-Maximilians-Universität Würzburg Psychologie. Nach dem Vordiplom wechselte er an das Institut für angewandte Psychologie in Lausanne, wo er sein Studium mit dem Diplom abschloss. Schwerpunkt seines Studiums waren die Berufsberatung, die Jugend- und Familienberatung sowie die Einzeltherapie.
Von 1980 bis 1984 war Diallo als Psychologe am Psychosozialen Zentrum für ausländische Flüchtlinge des Evangelischen Regionalverbandes Frankfurt am Main (ERV) tätig. Von 1984 bis 1986 war er Regierungsmitglied der Republik Guinea. Hier war er zunächst Staatssekretär und anschließend  Minister für Information und Kultur sowie Regierungssprecher. 1986 trat er als Minister zurück und kehrte nach Deutschland zurück. Er baute von 1986 bis 1988 als Psychologe das Psychosoziale Zentrum für Flüchtlinge in Düsseldorf mit auf. 1988 wurde er Leiter des Psychosozialen Zentrums für Flüchtlinge in Frankfurt am Main, 1995 Leiter des Fachbereiches V, Ökumene und Ausländerarbeit beim Evangelischen Regionalverband in Frankfurt.

## Politik
Nach dem Tod von Sékou Touré 1984 und Anzeichen der Demokratisierung in Guinea reiste Diallo für ein Filmprojekt mit dem Dokumentarfilmer Malte Rauch in sein Heimatland. Nach Interviews u. a. mit dem Staatspräsidenten Lansana Conté wurde er zum Regierungssprecher berufen und später Minister für Information und Kultur. Er demissionierte 1986 und kehrte nach Deutschland zurück.
Seit 1997 war Jean Claude Diallo für Bündnis 90/Die Grünen als ehrenamtlicher Stadtrat Mitglied des Magistrats der Stadt Frankfurt am Main. Nach der Bildung eines schwarz-grünen Bündnisses nach der Kommunalwahl 2006 sollte er Mitte 2008 das Integrationsdezernat von Albrecht Magen übernehmen. Da sein Vorgänger jedoch überraschend starb, wurde Diallo bereits zum 1. Januar 2007 von Oberbürgermeisterin Petra Roth zum Integrationsdezernenten ernannt. Diallo war verheiratet und hinterließ zwei Söhne und zwei Töchter.

## Filme
- Jean Claude Diallo, Malte Rauch: Frankfurt – Conakry – Rückkehr ins Land der Elefanten. BR Deutschland / Guinea 1986
- Malte Rauch: Vom afrikanischen Minister zum Frankfurter Stadtrat. WDR 29. November 1999 Menschen hautnah
- Fremd oder was? – Teil II – Jean Claude Diallo aus Guinea in Frankfurt/Main bei kaos-archiv